# Борщовик
Борщовик — деревня в Нюксенском районе Вологодской области.
Входит в состав Востровского сельского поселения, с точки зрения административно-территориального деления — в Востровский сельсовет.
Расстояние по автодороге до районного центра Нюксеницы — 70 км, до центра муниципального образования Вострого — 1 км. Ближайшие населённые пункты — Вострое, Стрелка, Пустынь.
По данным переписи в 2002 году постоянного населения не было.